# 시로사토촌
시로사토촌(일본어: 城郷村)은 일본 가나가와현 다치바나군에 있던 촌이다. 현재의 요코하마시 고호쿠구 남부, 가나가와구 북서부에 해당한다.

## 개요
1912년의 기록에서는 호수 602호 중 농가 438호로, 가도(현재의 가미아소선)를 따라 상가 95호, 목수 43호가 있는 것 외에는 전체의 73%가 농업을 영위하는 세대가 많은 농촌 지역이었다. 그 때문에 촌내 거의 모든 취락에서 농업이 이루어지고 있었다. 고다쿠, 시모스가타, 하자와 지구에서는 쌀보리 경작이 많이 행해졌지만, 논의 대부분이 골짜기의 「야토다」나 「후카다」라고 불리는 조건이 나쁜 농지가 많이 존재했기 때문에, 작물의 수확량은 그다지 많지 않았다고 한다.
육각교, 신다이지, 카타쿠라 지역에는 구릉지가 많아 채소 및 원예 농업이 메이지 시대부터 활발히 이루어졌다. 특히, 양배추 생산은 다이쇼에서 쇼와 초기에 카타쿠라 지역의 농가에서 마을 전체로 퍼져나가 그 후, 요코하마시 전역으로 널리 퍼짐으로써 현재의 "요코하마 양배추"의 원형이 되었다. 그 외에도 코즈케 지역의 딸기 재배나 츠루미가와 근처의 기시네 지역에서는 복숭아 재배도 이루어졌다.

## 지리
현재의 요코하마시 고호쿠구 남부, 가나가와구 북서부에 해당한다.
마을의 북부에는 쓰루미강이 흐르고, 그 강가의 평지는 마을 내 최대의 논 지대(미즈구모 경지)였다.
그 외의 지역은 쓰루미강이나 다키노강 등에 흘러드는 작은 강을 중심으로 복잡하게 여러 개의 골짜기가 형성되어 있으며, 골짜기논이라 불리는 저습지에서 벼농사가 이루어졌다. 현재에도 많은 "골짜기"라는 이름이 붙은 지명이 남아 있다. 이러한 얽힌 골짜기 위에는 대지가 펼쳐져 있으며, 대부분이 밭으로 이용되었다.

## 역사
- 1889년 4월 1일 - 정촌제 시행에 의해. 메이지 대합병으로 고즈쿠에 촌, 도리야마 촌, 기시네 촌, 하자와 촌, 시모스다 촌, 산마이바시 촌, 가타쿠라 촌, 진다이지 촌, 롯카쿠바시 촌이 합병해 고즈쿠에 촌이 되었다.
- 1902년 - 고즈쿠에 촌 이외의 옛 촌들의 불만으로 인해 촌의회는 고즈쿠에 성의 이름을 따서 촌이름을 시로사토 촌으로 개칭되었다.
- 1915 년경 - 쓰루미가와 강변의 고즈키 지구에서 도시용 고즈키 딸기의 재배가 활발히 이루어지고 있다.
- 1927년
  - 4월 1일 - 요코하마시에 편입해, 동일 시로사토촌은 폐지되었다.
  - 10월 1일 - 가나가와구의 일부가 되었다.

## 교통

### 철도
- 일본 철도성 (→ JR동일본)
  - 요코하마선

요코하마 시영 지하철 블루 라인의 가타쿠라초 역과 기시네코엔 역, 도카이도 화물선의 요코하마 하자와 역 (공식적으로는 여객역이지만 사실상 화물역), JR 동일본과 사가미 철도의 하자와요코하마코쿠다이 역은 미개통이였다.

## 참고 문헌
- 角川日本地名大辞典編纂委員会,『角川日本地名大辞典 神奈川県』1984, 角川書店